# نهر رايوني
نهر رايوني (باللغة الجورجية რიონი) هو نهر يقع في غرب جورجيا وينبع من جبال القوقاز في إقليم راتشا ويصب في البحر الأسود في مدينة بوطي ويمر من مدينة كوتايسي ومن مدينة كولخيس الأثرية وثم يتفرع إلى غرب القوقاز مع شقيقه نهر كورا الذي يصب في بحر قزوين، يبلغ طول النهر 327 كلم، نشأت العديد من الأساطير حول هذا النهر عن كونه أحد أعمدة هرقل وذكره كل من فيرجيل وإيليوس وهيرودوت.